# 加拿大联邦政党名单
與許多國家的政黨制度不同，加拿大聯邦級別的政黨儘管名稱和政策立場相似/相同，但往往與省级政黨的關係鬆散。 一個特殊的例外是新民主黨，它在組織上與大多數省級新民主黨整合在一起，包括共享黨員。

## 現存政黨

### 下議院

#### 擁有議席的政黨
| 黨名 | 黨名         | 成立年份 | 意識形態                               | 黨魁   | 國會議員數目 截至2024年 | 最大下議院黨團   | 政治立場           |
| ---- | ------------ | -------- | -------------------------------------- | ------ | ----------------------- | ---------------- | ------------------ |
|      | 加拿大自由黨 | 1867     | 自由主義、社會自由主義                 | 杜魯多 | 156 / 338               | 179 / 245 (1940) | 中間派 至 中間偏左 |
|      | 加拿大保守黨 | 2003     | 保守主義、經濟自由主義                 | 博勵治 | 118 / 338               | 166 / 308 (2011) | 中間偏右 至 右翼   |
|      | 魁人政團     | 1991     | 魁北克民族主義、社會民主主義、地方主義 | 布朗謝 | 32 / 338                | 54 / 295 (1993)  | 中間偏左           |
|      | 新民主黨     | 1961     | 社會民主主義、民主社會主義             | 駔勉誠 | 24 / 338                | 103 / 308 (2011) | 左翼               |
|      | 加拿大綠黨   | 1983     | 綠色政治                               | 梅伊   | 2 / 338                 | 3 / 338 (2019)   | 中間偏左           |

#### 已註冊政黨
以下政党已在加拿大选举局注册，并有资格在未来的联邦选举中派出候选人競逐，但目前在下议院没有代表。 
| 黨名 | 黨名                   | 成立年份 | 意識形態                                           | 黨魁                | 最大下議院黨團 | 政治立場       |
| ---- | ---------------------- | -------- | -------------------------------------------------- | ------------------- | -------------- | -------------- |
|      | 動物保護黨             | 2005     | 動物權益, 環境主義                                 | Liz White           | 0              | 壓力團體       |
|      | 加拿大中間黨           | 2020     | 中間派                                             | A. Q. Rana          |                | 中間派         |
|      | 基督教傳統黨           | 1986     | 社會保守主義, 基督教右派                           | Rodney L. Taylor    | 0              | 右翼           |
|      | 加拿大共產黨           | 1921     | 共產主義, 馬克思列寧主義                           | Elizabeth Rowley    | 2 / 245 (1943) | 極左翼         |
|      | 直接民主黨             | 2019     | Direct democracy                                   | Partap Dua          | 0              |                |
|      | Free Party Canada      | 2019     | Vaccine hesitancy                                  | Michel Leclerc      | 0              |                |
|      | 加拿大自由意志黨       | 1973     | 自由意志主義, 自由放任主義                         | Jacques Y. Boudreau | 0              | 自由意志主義   |
|      | 大麻黨                 | 2000     | 大麻法律改革                                       | Blair T. Longley    | 0              | 壓力團體       |
|      | 加拿大馬克思列寧主義黨 | 1970     | 共產黨, 馬克思列寧主義                             | Anna Di Carlo       | 0              | 極左翼         |
|      | 獨行黨                 | 2020     | 西部分離主義, 保守主義, 右派民粹主義               | Colin R. Krieger    |                | 右翼           |
|      | 加拿大國家公民聯盟     | 2014     | 白人至上主義                                       | Stephen J. Garvey   | 0              | 極右翼         |
|      | 魁北克獨立黨           | 2019     | 魁北克民族主義, 魁北克分離主義                     | 懸空                | 0              |                |
|      | 加拿大人民黨           | 2018     | 保守主義、右翼民粹主義、古典自由主義、自由意志主義 | 卞聶爾              | 1 / 338 (2018) | 右翼 至 極右翼 |
|      | 犀牛黨 (II)            | 2006     | 惡搞政黨                                           | Sébastien CoRhino   | 0              |                |
|      | 加拿大老兵聯盟黨       | 2019     | 退伍軍人權益                                       | Randy David Joy     | 0              | 壓力團體       |

#### 合資格政黨
已向加拿大選舉委員會申請註冊政黨資格且符合除了在聯邦大選或補選中派出候選人競逐外所有條件的政黨。 此類政黨有資格在聯邦大選/補選中競逐席位。但在他們在選舉或候選中排除候選人競逐之前，它們不會被加拿大選舉局視為「已註冊」的政黨。  截至 2022 年 8 月，以下是所有符合條件的政黨： 
| 黨名         | 成立年份 | 意識形態               | 黨魁        | 政治立場     |
| ------------ | -------- | ---------------------- | ----------- | ------------ |
| 加拿大真北黨 | 2022年   | 保守主義、右翼民粹主義 | 德雷克·斯隆 | 右翼至極右翼 |

#### 獨立政團
上下議院在不同時間點都曾有無黨派政團存在，也被稱為黨團。這些「黨團」與註冊政黨無關，沒有與加拿大選舉局註冊，也未曾在聯邦大選中派出候選人競逐議席。從本質上講，這些政團與註冊政黨在運作上一樣，唯在選舉中他們不會被承認為該政團的成員。
加拿大下議院的政團通常由與黨魁衝突而與政黨分離/被逐出黨團的國會議員組成。曾在下議院出現且比較著名的議會政團包括Ginger Group （1924-1932；從進步黨分裂）、民主代表政團（2001-2002；從加拿大聯盟分裂）和魁北克站起來政團 （2018 年；從魁人政團分裂）。

### 参议院
加拿大上議院目前有三个政團：獨立上議員政團（ISG）、加拿大上議員政團（CSG）以及上議院進步主義政團（PSG）。這三個政團並不從屬或與任何政黨有任何連結。保守派上議員仍然正式隸屬於加拿大保守黨。  

## 已消亡的政黨

### 下議院

#### 註冊政黨
這些政黨是在加拿大選舉局成立前就已消亡或是被加拿大選舉局註銷資格的政黨 

#### 單一候選人使用的政治聯繫
- 民族主義自由黨 (II) (Fleming Blanchard McCurdy)，1920 年 – McCurdy以民族主義自由黨人的身分贏得一場補選，但是他加入了保守黨的黨團
- 保護主義黨 (Joseph-Édouard Moranville)，1926 年
- 自由法郎 (I)（Alfred Edward Watts），1930 年
- 禁酒黨 (Edwin Clarke Appleby)，1930 年
- 國家社會基督教黨(Robert Rae Manville)，1934–1940
- 反共黨 (I) (Jean Tissot), 1935
- 凡爾登黨 (Hervé Ferland)，1935
- 老兵黨 (Alloys Reginald Sprenger)，1935 年
- 技術官僚主義黨（Joseph McCrae Newman），1935 年
- 反徵兵黨 (Louis-Gérard Gosselin)，1940 年
- 社會信用-國家團結 (Harry Watson Arnold)，1940 年
- 國家團結黨（Robert Rae Manville），1940
- 工會黨（Nigel Morgan），1945 年
- 自治主義黨 (Paul Massé)，1947 年
- 民族主義黨 (II) (Adrien Arcand), 1949, 1953
- 基督教自由黨（Howard A. Prentice），1953 年
- 反共黨 (II)（Patrick Walsh），1953 年
- 加拿大民主黨 (Gerry Goeujon)，1957 年
- 國家信用監察黨(John Bernard Ball)，1957 年
- 家庭資本黨 (Henri-Georges Grenier)，1957–1962
- 自由保守聯盟（George Rolland），1957 年
- 加拿大工人黨 (Jean-Jacques Rouleau), 1958
- 社會主義行動聯盟, 1961–1977
- 加拿大合作建築工人黨 (Edgar-Bernard Charron)，1962 年
- 全加拿大黨 (John Darby Naismith), 1962–1962
- 人類家庭黨 (Henri-Georges Grenier)，1964 年
- 重要個人權益黨 (Henri-Georges Grenier)，1965 年
- 進步主義工人運動黨 (Jerry Le Bourdais)，1965 年
- 社會精神黨(Henri-Georges Grenier)，1967–1971
- 自由法郎 (II) (Jean-Roger Marcotte), 1968
- 國家社會黨 (Martin K. Weiche), 1968
- 新加拿大黨 (Fred Reiner)，1968 年
- 加拿大民族主義黨 (Bob Smith)，成立于 1977 年
- 加拿大基督教民主黨 (Sydney Thompson)，1981 年
- 減少工作黨 (Betty Krawczyk), 2007–2010
- 問責、能力和透明度黨（以前稱為在線黨）（Michael Nicula），2012–2016 [8]
- 北方聯盟 (François Bélanger)，2013–2019
- 加拿大橋黨（David Berlin），2015-2017
- 加拿大老年黨（Margaret Leigh Fairbairn），2014–2016
- 加拿大黨 (II) (Jim Pankiw) 2015–2016

## 從未派出候選人競逐議席的政治聯繫/政黨
以下政黨沒有出現在聯邦的選舉檔案上。 他們沒有在任何聯邦級別的選舉中派出候選人或是將候選人當作無黨派人士派出參選
- 加拿大原住民黨（成立於2005年）
- 加拿大行動組織（成立於1971 年）
- 加拿大工黨, 1917–1929
- 加拿大復興黨, 1993
- 加拿大法西斯聯盟, 1930s
- 基督教信用黨, 1982–1983
- 加拿大基督教自由黨，c。 1988 – 约1996年（社会信用黨的延續）
- 獨立社會主義加拿大運動, 1974
- 加拿大國家黨 (I)，1979–1980 年代
- 新資本主義黨 , 1965
- 加拿大新憲法黨（2015年成立的未注册政党）
- 北美工黨，70年代
- 國家團結黨, 1938–1949
- 人民合作聯盟，1945
- Option Canada （成立於1991年）
- 革命工人聯盟, 1977–1989
- 加拿大工人共產黨, 1972–1980

### 邦聯前的政黨
- 改革黨（加拿大邦聯前）

## 黨名變更
共產黨
加拿大共產黨曾多次更改黨名。它與 1921 年成立，當時被稱為加拿大共產黨。在 1924 年之前一直是一個地下政黨，并在 1922 年至 1924 年共產黨合法期间建立了一个門面政黨，即加拿大工人黨。從 1938 年到 1943 年，它的候選人打着團結黨或聯合進步黨的旗号競選，并赢得了一个席位。共產黨在 1940 年再次被取缔，但從 1943 年開始以勞工-進步黨的名義運作。它在 1943 年的補選中以這個名字赢得了一個議席，並在 1945 年的大選中保留了該議席。 1959年改名为加拿大共產黨并沿用至今。
加拿大馬克思列寧主義黨非正式地使用「加拿大共產黨（馬克思列寧主義）」這個黨名，但加拿大選舉局以民眾可能將此名與加拿大共產黨混淆為由拒絕了該黨使用此名註冊。
工黨
工黨候選人有許多不同的稱號：
- 保守派工黨 (1872–1875)
- 農工黨
- 農民–聯合工人黨
- 工農黨
- 自由工黨(1926–1968)
- 國家工黨 (1940)
- 農工聯合會 (1920)
- 安省勞工聯合會 (1919–1940)

自由黨
在羅伯特·博登 1917 年至 1920 年的聯合政府期间，加拿大自由党分裂为两派：支持聯合政府的自由黨- 聯合主義派和反對聯合政府的勞里埃派。
自由進步派
一些自由進步派候選人使用了以下名稱作為政治聯繫：
- 自由-勞工-進步派
- 國家自由勞工進步派

新民主黨
1958 年至 1961 年，工人合作联合会使用新黨這個名稱，當時它正在過渡成為新民主黨。在法語中，該黨使用其名稱Fédération du Commonwealth Coopératif 直到1955年。
保守黨
第一個保守黨在其存在期間使用了幾個不同的名稱：
- 自由保守黨（一些國會議員使用這名稱直到 1911 年），
- 聯合黨（1917-1921），
- 國家自由和保守黨（1920-1921），
- 國家政府黨（1940），
- 進步保守黨(1942–2003)

第二個（也是現在的）加拿大保守黨是加拿大聯盟和進步保守黨合併的產物。
進步黨與聯合農民黨
加拿大進步黨的一些候選人曾使用聯合農民黨的名義參選：
- 農民（1925 年和 1930 年），
- 加拿大聯合農民黨，
- 阿省聯合農民黨，或
- 安省聯合農民黨。

犀牛黨
第一個犀牛黨於1993年解散。當它在 2006 年再度成立時，它使用了「neorhino.ca」這個名稱，其後與2010年恢復名稱為犀牛黨。
社會信用黨和Ralliement créditiste
一些Ralliement créditiste 的候選人從 1963 年到 1967 年使用了Ralliement des créditistes這個名義參選。一名候選人在 1957 年和 1958 年使用了Candidats des électeurs 的稱號參選。儘管Union des électeurs 这个名字未曾被正式註冊 ，有一部分候選人曾使用這個名義參選。
在 1940 年的大選中，有 17 名候選人以新民主派的名義與社會信用黨聯合競選。

## 也可以看看
- 加拿大的联邦政治融资
- 加拿大政党名单